# Arrondissement Nevers
Nevers is een arrondissement van het Franse departement Nièvre in de regio Bourgogne-Franche-Comté. De onderprefectuur is Nevers.

## Kantons
Het arrondissement was tot 2014 samengesteld uit de volgende kantons:
- Kanton Decize
- Kanton Dornes
- Kanton Guérigny
- Kanton Imphy
- Kanton La Machine
- Kanton Nevers-Centre
- Kanton Nevers-Est
- Kanton Nevers-Nord
- Kanton Nevers-Sud
- Kanton Pougues-les-Eaux
- Kanton Saint-Benin-d'Azy
- Kanton Saint-Pierre-le-Moûtier
- Kanton Saint-Saulge

Sinds de herindeling van de kantons bij decreet van 18 februari 2014, met uitwerking op 22 maart 2015, is het samengesteld uit volgende kantons :
- Kanton Château-Chinon (deel 1/40)
- Kanton Decize
- Kanton Fourchambault
- Kanton Guérigny
- Kanton Imphy
- Kanton Nevers-1
- Kanton Nevers-2
- Kanton Nevers-3
- Kanton Nevers-4
- Kanton Saint-Pierre-le-Moûtier
- Kanton Varennes-Vauzelles